# ヤーコプ・ファン・ロイスダール

ファン・ロイスダール作『漂白場のあるハールレムの風景』
(1670-1675年)
マウリッツハイス美術館。

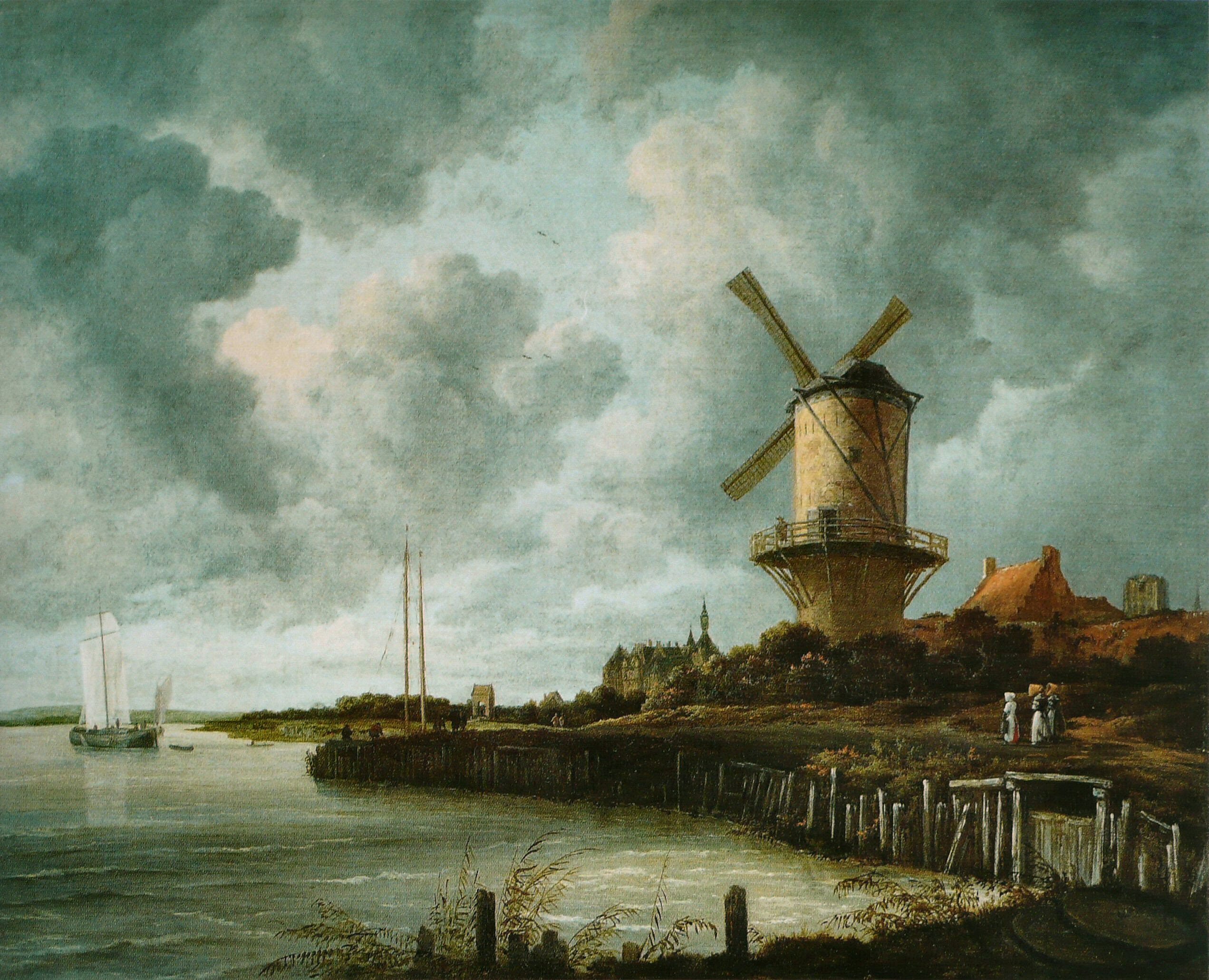
『ウェイク・ベイ・ドゥールステーデの風車』(1670年頃) アムステルダム国立美術館。

ヤーコプ・ファン・ロイスダール（オランダ語: Jacob Izaakszoon van Ruisdael [ˈjaːkɔp fɑn ˈrœyzˌdaːl] ( 音声ファイル), 1628年頃 - 1682年3月14日）は、17世紀のオランダの画家。ラウスダールとも表記される。

## 概説
レンブラントやフェルメールが活躍した17世紀は、オランダ絵画の黄金時代と言われ、他にも多くの優れた画家が輩出した。こうしたオランダ絵画の黄金時代において、もっとも重要な風景画家と見なされるのがヤーコプ・ファン・ロイスダールである。
ファン・ロイスダールの生涯について知られていることは少なく、ハールレムで風景画家、額縁制作者のイサーク・ファン・ロイスダール(Isaack van Ruisdael)の息子に生まれた。ハールレムで父親や叔父のサロモン・ファン・ロイスダール(1602-1670)から絵を学んだと考えられている。
1600年頃には、アダム・エルスハイマー(1578-1610)やパウル・ブリル(1553/1554-1626)によって風景画がオランダで独立したジャンルとなっていたが、とりわけハールレムでは多くの風景画家が活躍した。ロイスダールは1648年に17歳で、最初の作品を残しているが、この頃の作品は叔父のサロモン・ファン・ロイスダールや、ハールレムの画家、ピーテル・デ・モラインらのスタイルで森や砂丘を題材の風景画を描いていた。
1648年にハールレムの聖ルカ組合のメンバーになり、1650年に友人の画家ニコラース・ベルヘムとニーダーザクセンのベントハイム(Bentheim)に旅した。ベントハイムの城はその後何度かファン・ロイスダールの作品に描かれている。ベントハイム以外のオランダとドイツの間の地域の街をファン・ロイスダールは訪れた。オランダと異なる自然の風景を描くことで作風は変化した。
1650年代や1660年代には、平坦なオランダの風景と異なる北欧の海や滝のある森を描いた風景画を描いて人気になったアラールト・ファン・エーフェルディンヘンの影響を受けて、滝のある風景も描いた。
ロイスダールは森林、海岸、田舎道などさまざまな風景を描いているが、国土が平坦で起伏の少ないオランダの風景においては、必然的に空と雲が重要な要素になる。彼の風景画は、地平線を低めにとって、さまざまな空と雲の表情を描写し、光と大気の効果を追求したものが多い。
彼の弟子や追随者は多く、有名な『ミッデルハルニスの並木道』を描いたメインデルト・ホッベマ（1638 - 1709）も彼の弟子である。

## 17世紀オランダ風景画成立の背景
17世紀オランダ絵画の特色の1つは、風俗画、風景画、静物画あるいは教会の内部をもっぱら描いた画家など、画家によって専門分野が分かれていたことである。西洋絵画史においては、「風景画」は「歴史画」や「肖像画」に比べて伝統的に一段低い位置に置かれていた。独立したジャンルとしての「風景画」の成立は17世紀オランダに始まると言ってよい。
17世紀のオランダにおいて風景画が栄えた背景には、市民階級の勃興がある。カトリックのスペインの支配から独立を果たし、プロテスタントの共和国であった当時のオランダにおいては、海外貿易による富を背景として富裕な中産市民層が勃興した。教会や大貴族に代わって新たな絵画の注文主・享受者となった中産市民階級の家屋を飾るにふさわしい絵画とは、大画面の宗教画や歴史画よりは、より小規模な風俗画、静物画、風景画などであったろう。

## 代表作

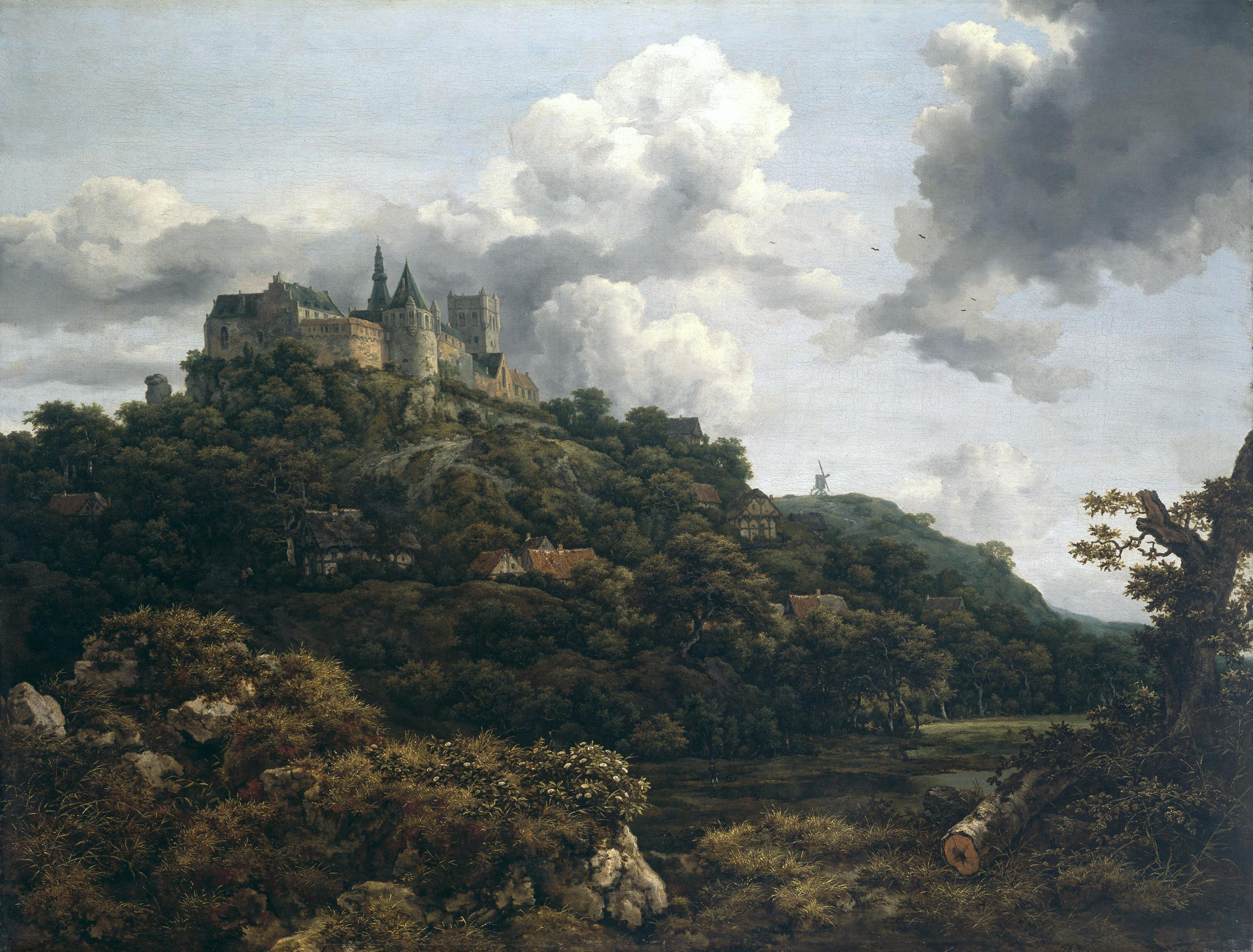
1653年の『ベントハイム城』。ダブリン、アイルランド国立美術館。

- 『樹木のある砂丘』（1646年）（エルミタージュ美術館）
- 『ハールレム近郊の砂丘の風景』（1653年頃）（ルーヴル美術館）
- 『ベントハイム城』（1653年）（ダブリン、アイルランド国立美術館）
- 『ウェイク・ベイ・ドゥールステーデの風車』（1670年頃）（アムステルダム国立美術館）
- 『小麦畑』（1670年頃）（メトロポリタン美術館）
- 『前景に漂白場のある、北西からのハールレムの眺め』（1670年代）（アムステルダム国立美術館）